# Eduardus Van Kerckhoven
Pour les articles homonymes, voir Van Kerckhoven.
Eduardus Julianus Hieronymus Van Kerckhoven, né le 29 septembre 1874 à Anvers et mort le 4 mars 1952 à Lierre fut un homme politique belge.
Van Kerckhoven fut commerçant.
Il fut élu sénateur provincial de la province d'Anvers (1946-1949).

## Sources
- Bio sur ODIS